# Vopnafjörður

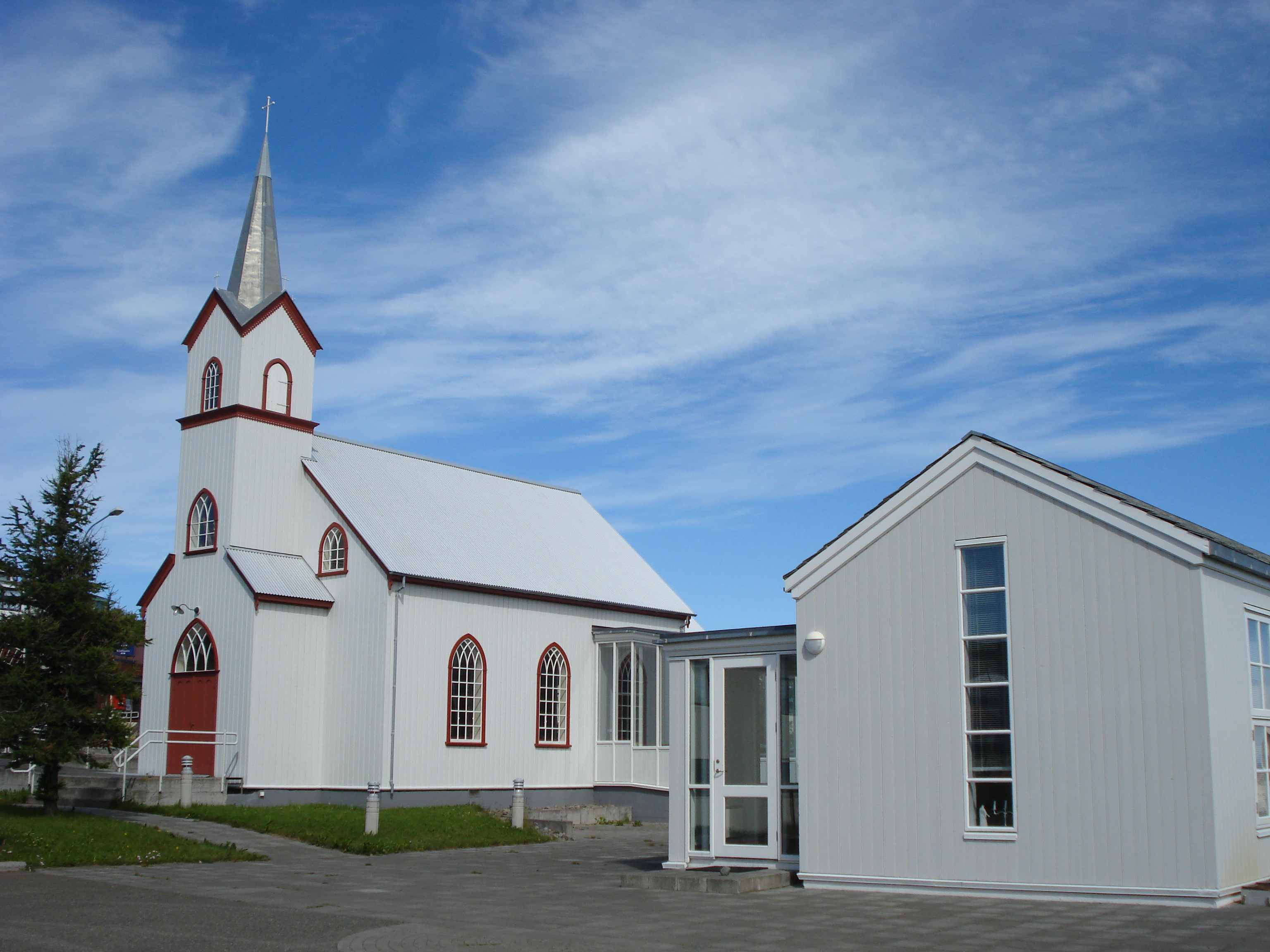
Iglesia de Vopnafjörður.

Vopnafjörður es una localidad de Islandia en el municipio de Vopnafjarðarhreppur, al noreste de la isla, en la región de Austurland.

## Características
Se ubica en la zona interior del fiordo del mismo nombre, el más septentrional de los fiordos orientales de Islandia, situado sobre el litoral noreste de la isla, cerca del océano Ártico.
El poblado se encuentra en el cordón litoral de Kolbeinstangi, y forma al norte el fiordo interior de Nípsfjörður y al sur el de Vopnafjörður. Al sur se encuentra una cadena montañosa que termina en el monte Krossavikurfjoll, con una altura de cerca de 1000 m s. n. m. También al sur de esta localidad se encuentra la desembocadura del río Hofsá.
Cuenta con un museo para recordar a los miles de inmigrantes que partieron hacia Canadá y Estados Unidos tras la erupción del monte Askja en 1875. En 2011 tenía 529 habitantes. Además del transporte marítimo, para sus comunicaciones la localidad cuenta con el Aeropuerto de Egilsstaðir.  

## En la cultura
Allí se desarrolla la Saga de Vápnfirðinga, es decir la «Saga de los habitantes de Vopnafjörður», una de las más completas sagas de los islandeses. Compuesta a finales del siglo XIII, cuenta la historia de disputas entre caudillos que pasan a las otras generaciones.